# Algóvia Oriental
A Algóvia Oriental (em alemão:  Ostallgäu) é um distrito da Alemanha, localizado no estado de Baviera. O distrito é circundado (do oeste e no sentido do relógio) pelos distritos da Alta Algóvia, Baixa Algóvia, Augsburgo, Landsberg, Weilheim-Schongau, Garmisch-Partenkirchen e pelo estado austríaco do Tirol.

## História
Antes de 1803 a região estava dividida em vários pequenos estados, a maioria deles estados clericais. Quando esses estados foram dissolvidos em 1803, a região da Algóvia Oriental tornou-se parte da Baviera. Os reis da Baviera logo criaram uma relação especial com a região e construíram seus famosos castelos de Hohenschwangau e Neuschwanstein.
O distrito foi estabelecido em 1972 pela junção dos antigos distritos de Kaufbeuren, Marktoberdorf e Füssen.

## Geografia
O termo Algóvia (em alemão:  Allgäu) é aplicado a parte dos Alpes localizados na Suábia e seus montes do norte.
O distrito estende-se da crista dos Alpes ao campo montanhoso no norte. É localizado em um dos lados do Wertach, um afluente do rio Lech. No sul há um grande número de lagos alpinos, o maior deles sendo o lago Forggen (em alemão:  Forggensee), com 16 km².

## Cidades e municípios
| Cidades                               | Municípios | |
| ------------------------------------- | --- | --- |
| 1. Buchloe 2. Füssen 3. Marktoberdorf | 1. Aitrang 2. Baisweil 3. Bidingen 4. Biessenhofen 5. Eggenthal 6. Eisenberg 7. Friesenried 8. Germaringen 9. Görisried 10. Günzach 11. Halblech 12. Hopferau 13. Irsee 14. Jengen 15. Kaltental 16. Kraftisried 17. Lamerdingen 18. Lechbruck 19. Lengenwang 20. Mauerstetten 21. Nesselwang | 1. Obergünzburg 2. Oberostendorf 3. Osterzell 4. Pforzen 5. Pfronten 6. Rettenbach am Auerberg 7. Rieden 8. Rieden am Forggensee 9. Ronsberg 10. Roßhaupten 11. Rückholz 12. Ruderatshofen 13. Schwangau 14. Seeg 15. Stötten 16. Stöttwang 17. Unterthingau 18. Untrasried 19. Waal 20. Wald 21. Westendorf |